# ZZ Ceti típusú változócsillag
A ZZ Ceti típusú változócsillagok, más néven DA fehér törpe változók vagy DAV fehér törpék nemradiális pulzáló változócsillagok.

## Jellemzőik
Rövid periódusidő (0,5 – 25 perc). Fényességváltozásuk nagyon kicsi, 0,001–0,2 magnitúdó.

## Típusaik
- DAV vagy ZZ Ceti csillagok: légkörük hidrogénben gazdag.
- DBV vagy V777 Her csillagok: légkörük héliumban gazdag.
- GW Vir csillagok: légkörükre jellemző a hélium, a szén és az oxigén.
  - DOV és PNNV csillagokat is ide lehet sorolni, bár azok még nem fehér törpék a Hertzsprung–Russell-diagram besorolása szerint.

## Külső hivatkozások
- Variable White Dwarf Data Tables, Paul A. Bradley, 22 March 2005 version.
- A Progress Report on the Empirical Determination of the ZZ Ceti Instability Strip, A. Gianninas, P. Bergeron, and G. Fontaine, arXiv:astro-ph/0612043.
- Asteroseismology of white dwarf stars, D. E. Winget, Journal of Physics: Condensed Matter 10, #49 (December 14, 1998),  pp. 11247–11261.  DOI 10.1088/0953-8984/10/49/014.

## Fordítás
Ez a szócikk részben vagy egészben  a   Pulsating white dwarf című angol Wikipédia-szócikk fordításán alapul.  Az eredeti cikk szerkesztőit annak laptörténete sorolja fel. Ez a jelzés csupán a megfogalmazás eredetét és a szerzői jogokat jelzi, nem szolgál a cikkben szereplő információk forrásmegjelöléseként.